# Корнільйо
Корнільйо (італ. Corniglio) — муніципалітет в Італії, у регіоні Емілія-Романья,  провінція Парма.
Корнільйо розташоване на відстані близько 350 км на північний захід від Рима, 100 км на захід від Болоньї, 45 км на південний захід від Парми.
Населення — 1980 осіб (2014).

## Демографія
Населення за роками:

Станом на 1 січня 2023 року в муніципалітеті офіційно проживали 84 іноземці з 15 країн, серед них 23 громадяни країн Євросоюзу та 13 громадян України.

## Сусідні муніципалітети
- Баньоне
- Берчето
- Калестано
- Філаттієра
- Лангірано
- Монкьо-делле-Корті
- Паланцано
- Понтремолі
- Тіццано-Валь-Парма